# Leandro Atílio Romagnoli
Pour les articles homonymes, voir Romagnoli.
Leandro Romagnoli est un footballeur argentin né le 17 mars 1981 à Buenos Aires. Surnommé "El Pipi", Romagnoli mesure 1,72 m pour 61 kg et évolue au poste de milieu offensif reconverti entraîneur.

## Biographie
Avec Javier Saviola et Andrés D'Alessandro il fut en 2001 l'un des grands artisans de la victoire en coupe du monde des moins de 20 ans des argentins.
Au  début des années 2000 Leandro Romagnoli faisait partie des grands talents argentins de sa génération, et la victoire en coupe du monde des moins de 20ans en 2001 n’a fait que conforter les espoirs placé en lui. A l’instar de son copain de selection Andrés D'Alessandro sa carrière fut ralentie par son manque de régularité et surtout sa difficulté à se plier à la discipline d’un club de haut niveau.
Romagnoli est un vrai N° 10 dépositaire du jeu. c'est un leader technique, avec des allures de Juan Román Riquelme en plus vif, il possède une excellente couverture de balle, une belle frappe pied droit; aussi capable d’effacer en "un contre un", sa technique en mouvement reste l'atout majeur de son jeu.
En août 2009, libre de tout contrat, il retourne dans son ancien club de San Lorenzo pour un contrat de 3 ans. 

## Palmarès
| Année        | Titre                                  | Club                                 | Pays      |
| 2007 et 2008 | Vainqueur de la Coupe du Portugal      | Sporting CP                          | Portugal  |
| 2007 et 2008 | Vainqueur de la Supercoupe du Portugal | Sporting CP                          | Portugal  |
| 2008 et 2009 | Finaliste de la Carlsberg Cup          | Sporting CP                          | Portugal  |
| 2014         | Copa Libertadores                      | Club Atlético San Lorenzo de Almagro | Argentine |